# Commelina welwitschii
Commelina welwitschii  (лат.) — вид однодольных растений рода Коммелина (Commelina) семейства Коммелиновые (Commelinaceae). Впервые описан британским ботаником Чарльзом Бэроном Кларком в 1881 году.
Синоним — Commelina filifolia K.Schum.. В ряде источников Commelina welwitschii путают с Commelina rhodesica Norl., в действительности являющимся отдельным видом.

## Распространение и среда обитания
Эндемик Анголы.

## Ботаническое описание
Травянистое растение с голым или слегка опушённым стеблем высотой 10—45 см.